# Journal of Experimental and Theoretical Physics Letters (JETP)
Journal of Experimental and Theoretical Physics Letters (JETP) is een Russisch, aan collegiale toetsing onderworpen wetenschappelijk tijdschrift op het gebied van de natuurkunde.
De naam wordt in literatuurverwijzingen meestal afgekort tot J. Exp. Theor. Phys. Lett.
De Engelstalige versie wordt verzorgd door Springer Science+Business Media.